# Karolingerbrücke
Die Karolingerbrücke ist eine Straßenbrücke in Unterfranken, die bei Flusskilometer 224,80 den Main überspannt und als Teil der Staatsstraße 2435 Karlstadt mit dem Ortsteil Karlburg verbindet. Die Brücke besitzt zwei Fahrstreifen sowie auf der Südseite einen Geh- und Radweg. Das Bauwerk soll die Mainbrücke Karlstadt entlasten. Vor dem Bau der Zufahrtsstraßen wurden im Trassenbereich zwischen den Jahren 2002 und 2003 umfangreiche Ausgrabungen durchgeführt, um die Reste einer frühmittelalterlichen Siedlung zu dokumentieren.

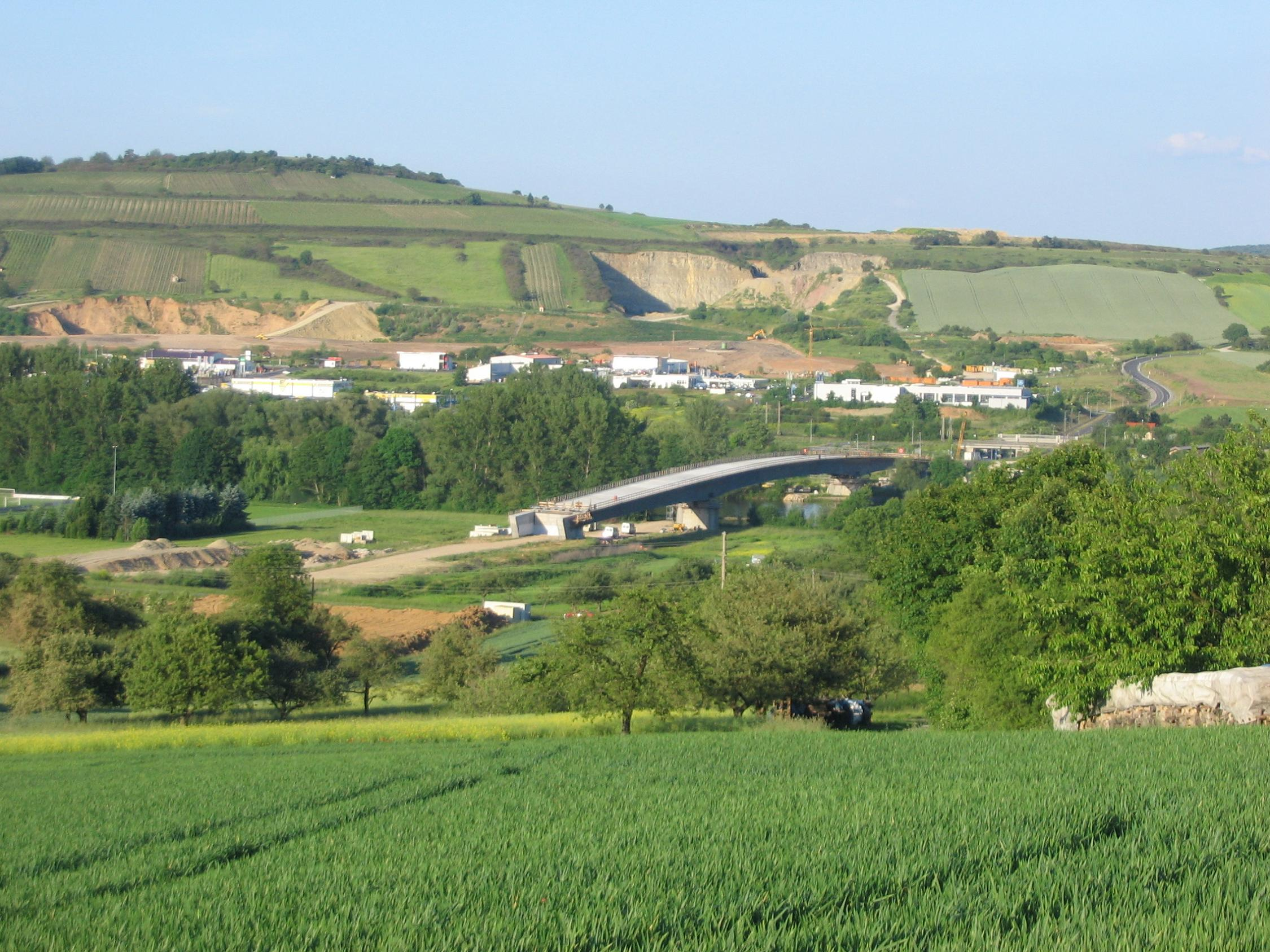
Baustelle Karolingerbrücke im Juni 2005

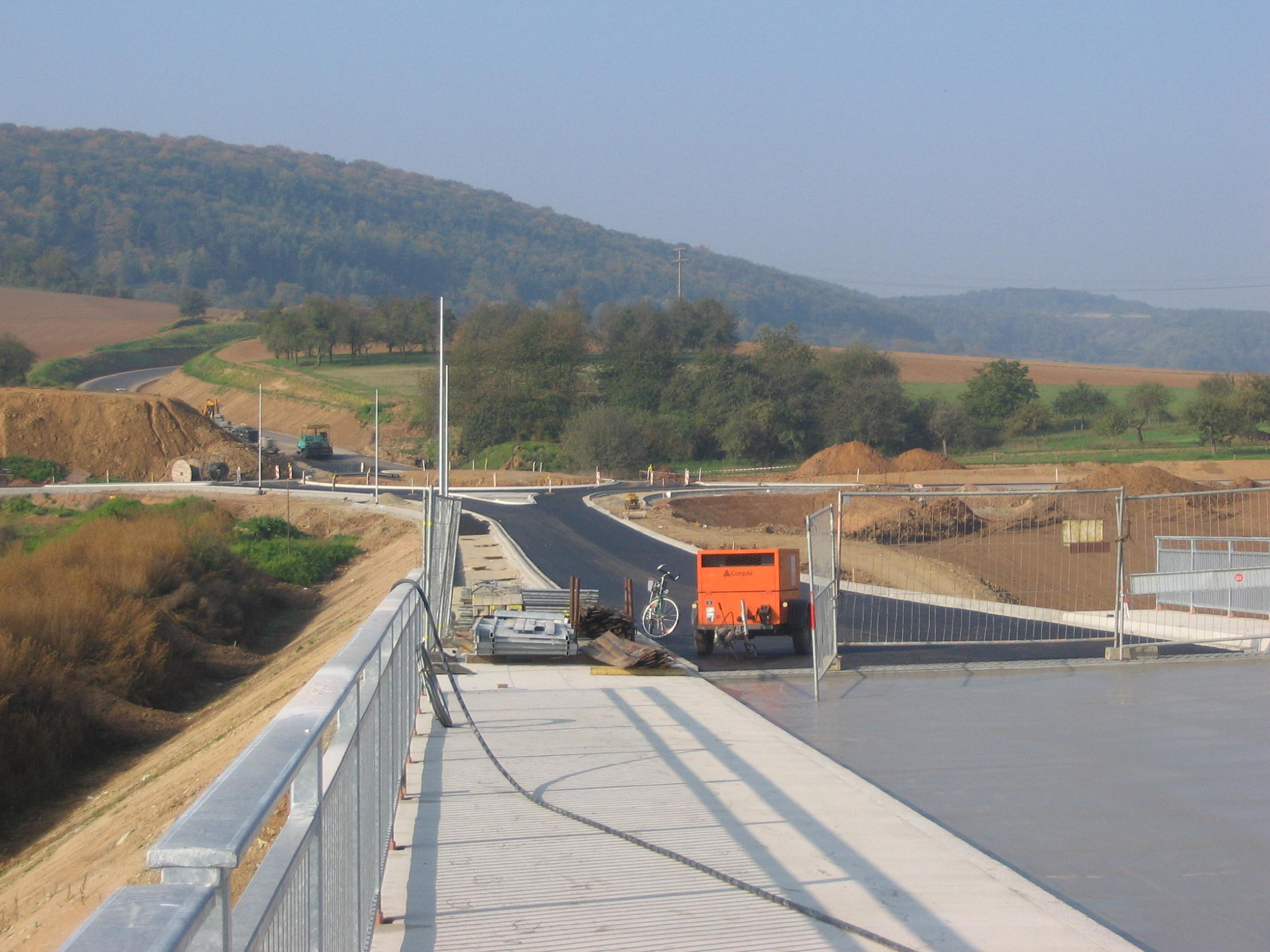
Baustelle Karolingerbrücke im Oktober 2005

Der Brückenüberbau der rund 306 m langen Balkenbrücke ist eine Stahlverbundkonstruktion. Das Bauwerkssystem besteht in Längsrichtung aus einem dreifeldrigen Durchlaufträger mit Stützweiten von 96,6 m und 71,0 m in den Randfeldern und 138,0 m im mittleren Hauptfeld. In Querrichtung weist die zwischen den Geländern 12 m breite Brücke einen zweistegigen Plattenbalken mit stählernen, gevouteten Vollwandhauptträgern und einer Stahlbetonfahrbahnplatte auf. 
Die Längsträger wurden an beiden Ufern montiert, auf Verfahrwagen eingeschoben und in der Brückenmitte verschweißt. Anschließend folgte die abschnittsweise Herstellung der Fahrbahnplatte im Pilgerschrittverfahren. 
Im Mai 2006 wurde mit 320 Metern der längste Blumenkasten der Welt am Brückengeländer angebracht.